# NGC 6090
NGC 6090是位於天龍座，一對合併中的螺旋星系，距離地球4億光年。這兩個星系的核心相距約10,000光年，這意味著合併可能處於中間階段。合併過程中由於重力噴射的星系物質，在主星系外形成了兩個大「尾巴」。在兩個星系重疊的區域可以看到新形成的恆星。

## 外部連結
- 维基共享资源上的相關多媒體資源：NGC 6090